# Acacia gunnii
Acacia gunnii är en ärtväxtart som växer i Australien. Acacia gunnii ingår i släktet akacior, och familjen ärtväxter. Inga underarter finns listade i Catalogue of Life. Den beskrevs formellt första gången av botanikern George Bentham i London Journal of Botany 1842. Den växer i de australiensiska delstaterna South Australia, Victoria, Tasmanien, New South Wales, Australian Capital Territory, och Queensland.